# ظهارة متوسطة

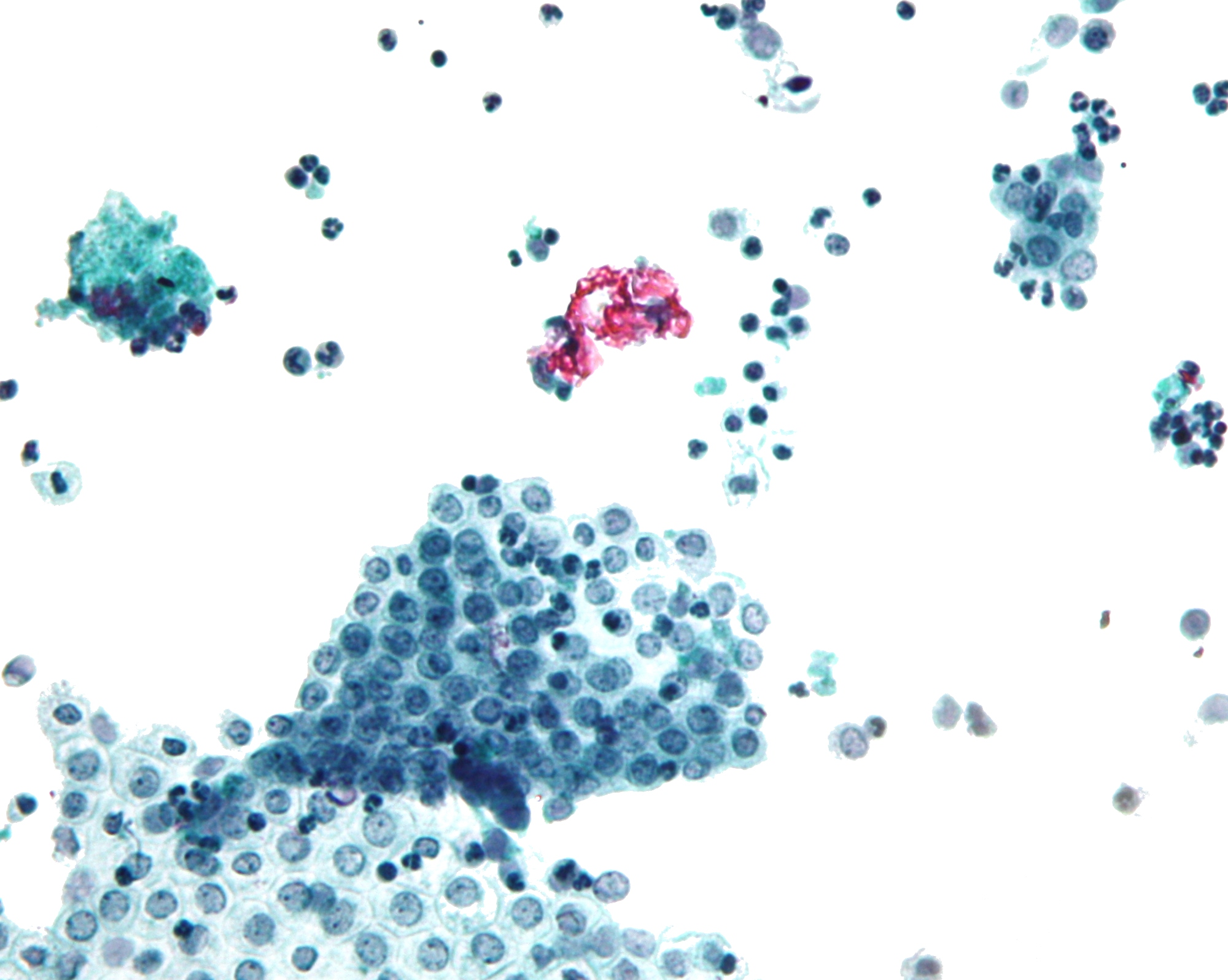

الظهارة المتوسطة هي الغشاء الذي يُشكل طبقة البطانة في العديد من تجاويف الجسم : تجويف الجنبة (القفص الصدري) الصفاق (يشتمل التجويف البطني على المساريق) والتأمور (كيس القلب). وتُحيط الأنسجة المتوسطة كذلك بالأعضاء التناسلية الداخلية للرجل (الغلالة الغمدية للخصية) وتُغطي الأعضاء التناسلية الداخلية للمرأة (الغلالة المصلية للرحم). ويطلق على الظهارة المتوسطة التي تُغطي الأعضاء الداخلية اسم الظهارة المتوسطة الحشوية، بينما يطلق على الطبقة التي تغطي جدران الجسم الظهارة المتوسطة الجدارية.
وهي شكل من أشكال الظهارة الحرشفية البسيطة.

## المنشأ
اُشتق مصطلح الظهارة المتوسطة من طبقة الخلية الجنينية للأديم المتوسط، التي تُبطن الجوف العام (تجويف الجسم) في الجنين. وتتطور إلى طبقة من الخلايا التي تُغطي وتحمي معظم الأعضاء الداخلية للجسم.

## التركيب
تُشكل الظهارة المتوسطة طبقة أحادية من الخلايا الحرشفية المسطحة المشابهة للخلايا الظهارية المرتكزة على غشاء قاعدي رقيق مدعم من خلال نسيج ضام كثيف غير منتظم. وربما يمكن العثور على الخلايا المتوسطة المكعبة في مناطق الإصابة والبقع اللبنية للثرب والجانب الصفاقي للحجاب الحاجز الذي يُغطي الفجوة اللمفاوية. ويُغطى الوجه اللمعي بالزغيبة. وتوفر البروتينات والسوائل المصلية المحاطة الزغيبة سطحًا لا يتميز بالاحتكاك للأعضاء الداخلية لانزلاق بعضها على بعض.

## الوظيفة
تتكون الظهارة المتوسطة من طبقة أحادية متسعة من الخلايا المتخصصة (الخلايا المتوسطة) التي تبطن التجاويف المصلية للجسم والأعضاء الداخلية. فالغرض الرئيسي من هذه الخلايا هو إنتاج سائل تشحيم ينطلق بين الطبقات،  إلى جانب توفير سطح زلق وغير لاصق ووقائي لتسهيل الحركة في الجوف العام الداخلي.
كذلك تشارك الظهارة المتوسطة في نقل السوائل والجسيمات وتحريكها عبر التجاويف المصلية وهجرة خلية الدم البيضاء كاستجابة لوسطاء الالتهاب وتراكيب الالتهاب السابقة لبروتينات السيتوكين وعامل النمو وبروتينات النسيج خارج الخلية للمساعدة في عملية الإصلاح المصلي وإطلاق العوامل لتعزيز تنظيم وتصفية الفِبْرين (مثل البلازمين). فضلاً عن أن الخلايا المتوسطة قادرة على البلعمة وهي خلايا مقدمة للمستضد. علاوة على ذلك، فإن إفراز غلوكوز أمينوغلايكين ومواد التشحيم قد تحمي الجسم من العدوى وانتشار الورم.

## دورها في المرض
- ورم المتوسطة: (سرطان الظهارة المتوسطة) هو مرض تصبح فيه الخلايا المتوسطة غير طبيعية وتنقسم دون تحكم أو تنظيم. ومن ثم يمكنها انتهاك وتدمير الأنسجة والأعضاء المجاورة. ويمكن للخلايا السرطانية أيضًا أن تنتقل (تنتشر) من مواقعها الأصلية إلى أجزاء أخرى من الجسم. وفي معظم الحالات يبدأ ورم المتوسطة في تجويف الجنبة أو الصفاق. وهناك أكثر من 90٪ من حالات ورم المتوسطة ترتبط بظهور الأسبست.
- الالتصاقات داخل البطن: عادة ما تُفرز الظهارة المتوسطة البلازمين، الذي يزيل رواسب الفبرين. وربما يتم تدمير الظهارة المتوسطة، أثناء العمليات الجراحية. حيث تُصبح قدرة انحلال الفبرين غير كافية ويتراكم الفبرين، مما يتسبب في التصاقات تليفية بين الأسطح المتقابلة. تؤدي هذه الالتصاقات إلى انسداد معوي وعقم لدى النساء إذا حدث في البطن، وربما يُضعف وظيفة القلب والرئة في الصدر.
- فشل الترشيح المستدق: تُشارك الظهارة المتوسطة البريتونية في التطور طويل الأجل لفشل الترشيح المستدق في الغسيل الكلوي البريتوني للمرضى. يساهم وجود تركيزات الجلوكوز فوق الفسيولوجية ونواتج تحلل الحموضة والجلوكوز في سوائل الغسيل البريتوني في تليف الظهارة المتوسطة البريتونية، سواء من خلال نقل المتوسطة الظهارية أو زيادة انتشار الأرومة الليفية الموجودة. ويؤدي الصفاق الليفي إلى زيادة مرور المواد المذابة عبر الصفاق وفشل الترشيح المستدق.

## وصلات خارجية
- Mesothelioma: Questions and Answers نسخة محفوظة 13 أغسطس 2003 على موقع واي باك مشين. (National Cancer Institute).
- Mesothelium and mesothelioma news blog